# Srednji zapad (SAD)
Srednji zapad (engleski: The Midwest) regija je SAD-a.
Savezne države koje se nalaze u ovoj regiji su:
- Iowa
- Illinois
- Indiana
- Južna Dakota
- Kansas
- Minnesota
- Missouri
- Michigan
- Nebraska
- Ohio
- Sjeverna Dakota
- Wisconsin